# Bukovača (gljiva)
Bukovača (lat. Pleurotus ostreatus) je vrsta gljive iz porodice Pleurotus.
Kultivirane bukovače, koje se nude u trgovini mogu imati izgled, koji se razlikuje od divljih primjeraka. Bukovača se obično pojavljuje u gustim grozdovima na podlozi. Pojedina plodna tijela u početku imaju jezičast do lopatičasti oblik, a kasnije ljuskasti ili polukružni habitus.
Stručak je dug 1–4 cm, širok 1–3 cm i obično se nalazi sa strane klobuka. Također može biti samo rudimentaran. Klobuk može doseći promjer od 5-25 cm. Koža klobuka je glatka, gola i sjajna, ponekad vlaknasta i suha. Spektar boja kreće se od plavo-sive, crno-sive, tamno smeđe do maslinasto-smeđe.
Niti s donje strane su bjelkaste i zbijene. Jasno se spuštaju niz stručak i granaju se poput mreže. Prah spora koji se ispušta u izobilju, bijele je boje.
Meso je također bijelo, rijetko smećkasto, u mladom je stanju mekane konzistencije i ugodnog mirisa. U kulinarstvu se može pripremati na razne načine, kao i bilo koja druga jestiva gljiva, ali ipak se najčešće sprema na žaru ili poha, baš zbog toga što ima čvršće meso koje se ne raspada tako lako. No, ukusna bukovača može poslužiti ne samo kao hrana, već i kao lijek. Najnovija istraživanja otkrivaju njene ljekovite učinke počevši od ublažavanja upala do promicanja srčanog zdravlja. Bukovače imaju brojne antioksidanse i antibakterijska svojstva. Sadrže vitamine i minerale kao što su: cink, željezo, kalcij, vitamin D, vitamin B2 i B3, itd.
Bukovača je saprobiont ili slab parazit uglavnom na tvrdom drvetu, osobito na bukvi, a rjeđe na drvu crnogorice. Gljiva obično naseljava drvo debla i deblje grane - plodna tijela mogu se pojaviti i nekoliko metara visoko na stablima. Voli rasti u gustim grozdovima. Kada se uzgaja, bukovača raste na raznim supstratima kao što su: slama, papir, talog kave, pulpa zrna kave i na zrnu pšenice.